# غزوه بواط
غزوه بواط در ماه ربیع‌الاول سال ۲ هجری قمری روی داد. محمد صائب بن عثمان یا سعد بن معاذ انصاری را در مدینه جانشین خود قرار داد و با ۲۰۰ نفر برای تعقیب کاروان قریش تا بواط پیش رفت. بواط کوهی است در ناحیه رضوی و با مدینه در حدود ۹۰ کیلومتر فاصله دارد. سرپرست کاروان قریش امیه بن خلف بود و تعداد افراد کاروان ۱۰۰ نفر بودند، اما پیامبر اسلام به آنها دست نیافت و به مدینه بازگشت.